# Терновый венец (морская звезда)
Терно́вый вене́ц, или акантастер (лат. Acanthaster planci) — многолучевая морская звезда семейства Acanthasteridae. Обитает на коралловых рифах Красного моря и тропической части Индийского и Тихого океанов. Особенно многочисленна на Большом Барьерном рифе.

## Биология
Диаметр тела — до 50 см; количество лучей 12—19, с возрастом их число увеличивается (попадались звёзды с 23 лучами). Окраска варьируется от оранжевой до зеленовато-синей и пурпурной. Тело покрыто многочисленными острыми иглами длиной до 3 см (отсюда название «терновый венец»). У оснований игл находятся ядовитые железы, поэтому их уколы очень болезненны и вызывают серьёзное отравление даже у человека.

## Размножение и развитие
Размножается терновый венец один раз в год, в середине лета. Самцы и самки синхронно выпускают в воду сперму и икринки, число которых у крупной самки может достигать 20 млн штук. Из оплодотворённых икринок развиваются личинки (бипиннарии), которые ведут планктонный образ жизни; их в огромных количествах поглощают рифовые рыбы. Через 2—3 недели личинка тернового венца оседает на дно, где и превращается в морскую звёздочку с 5 лучами. На этой стадии жизни ими питаются кольчатые черви, ракообразные, моллюски, однако акантастеры очень быстро становятся ядовиты. К концу второго года жизни терновый венец достигает взрослых размеров.

## Воздействие на биоценоз
Питается акантастер полипами рифообразующих кораллов. Закрепившись на коралле, эта морская звезда выворачивает желудок, накрывая им участок, равный площади её тела. Выделяемые желудком пищеварительные ферменты проникают сквозь поры известкового скелета кораллов и превращают полипов в питательный бульон, который и поглощает акантастер. Кормится он в одиночку, по ночам и в некотором отдалении от других терновых венцов. Одна звезда поедает до 13 м² кораллов в год. Вспышки численности тернового венца пагубно сказываются на коралловых рифах. В 60-х гг. XX в. они привели к полному уничтожению кораллов на значительных территориях (на о. Гуам, о-вах Фиджи). Дважды — с 1962 по 1971 г. и с 1979 по 1991 г. — большие площади кораллов в центральной части Большого Барьерного рифа уничтожались этой морской звездой. Для защиты рифов были разработаны меры борьбы с терновым венцом (главным образом отлов и уничтожение звёзд инъекциями формалина).
Причины быстрого роста популяции терновых венцов так и не установлены. По одной из версий в нём повинно истребление естественных врагов тернового венца: хищных рифовых рыб (колючий аротрон, Balistoides viridescens), креветок-арлекинов (Hymenocera picta) и, главное, моллюска Charonia tritonis (харония или рог Тритона); или же сокращение численности рифовых организмов, питающихся яйцами и личинками морских звёзд. Однако анализ буровых кернов, полученных на Большом Барьерном рифе, показал, что подобные взрывы популяции происходили и раньше, то есть предположительно носят циклический характер. Тем не менее, одной из первоочерёдных мер по восстановлению экологического равновесия на коралловых рифах стало введение строжайшего запрета на отлов и продажу хароний.